# Bohacsek Ede
Bohacsek Ede (Karánsebes, 1889. szeptember 7. – Budapest, 1915. augusztus 9.) magyar festőművész.

## Élete és munkássága
1903-ban az Iparrajziskolában kezdte tanulmányait Tihanyi Lajossal egy osztályban. Később az Iparművészeti Iskolában tanult. Németországban is járt tanulmányúton. Legjelentősebb fennmaradt művei a törökbálinti tájképei, valamint ismertek még szénrajzai. 1910-től gyakran állított ki a Művészház tárlatain. Nagy tehetségű ösztönös alkotó volt, de nem sorolható a naiv művészek közé. Érdekes, stilizált szentképeket is festett. Korai halála után, 1917-ben Kassák Lajos rendezett kiállítást az emlékére, ahol főleg rajzait és olajképeit mutatták be.

## Művei
- Lévai táj (Léva) (1910)
- Rákosligeti táj (Rákosligeti ház) (1912)
- Táj (Hegyi falu) (1913)
- Szántóföldek (Tájkép) (1913)
- Tájkép (1913)
- Szent Anna (1913)
- Önarckép (1914)
- Törökbálint (Felhős táj)
- Sétány a parkban
- Vízparti város
- Ádám és Éva